# Abesszin hantmadár
Az abesszin hantmadár (Oenanthe lugubris) a madarak osztályának verébalakúak (Passeriformes) rendjébe és a légykapófélék (Muscicapidae) családjába tartozó faj.

## Rendszerezése
A fajt Eduard Rüppell német természettudós le 1837-ben, a Saxicola nembe Saxicola lugubris néven.

## Alfajai
- Oenanthe lugubris lugubris (Rüppell, 1837)
- Oenanthe lugubris schalowi (Fischer & Reichenow, 1884)
- Oenanthe lugubris vauriei Meinertzhagen, 1949[2]

## Előfordulása
Észak-Afrikában, Etiópia, Kenya, Szomália és Tanzánia területén honos.

## Megjelenése
Testhossza 14–16 centiméter körüli.
|  |

## Természetvédelmi helyzete
A Természetvédelmi Világszövetség Vörös listáján nem szerepel.